# 罗尔夫-约兰·本特松
罗尔夫-约兰·本特松（瑞典語：Rolf-Göran Bengtsson，1962年6月2日—），瑞典男子马术运动员。他曾代表瑞典参加1996年、2004年、2008年、2012年和2016年夏季奥林匹克运动会马术比赛，共获得二枚银牌。